# Luci Terenci Massaliota
Luci Terenci Massaliota (en llatí Lucius Terentius Massaliota) va ser un magistrat romà que va viure als segles iii aC i II aC. Formava part de la gens Terència.
Va ser edil plebeu l'any 200 aC i després pretor el 187 aC. Va obtenir com a província l'illa de Sicília.